# Список национальных парков Новой Зеландии
Национальные парки Новой Зеландии находятся под управлением департамента консервации (Department of Conservation), в ведении которого находится около 30 % территории страны (более 8 миллионов гектаров). В 1980 году был принят закон о национальных парках (The National Park Act), призванный соблюдать национальные интересы в сохранении биоразнообразия и природных экосистем страны. Закон также даёт право доступа в парки, ограничивая при этом доступ в специально охраняемые территории.
В 2015 году список включал 13 действующих национальных парков. Ещё один парк — Уревера — в 2014 году утратил свой статус. Общая площадь национальных парков составляет около 2,5 миллионов гектаров. Первым национальным парком в 1887 году стал Тонгариро, который также включён в список объектов всемирного наследия ЮНЕСКО, последним в 2002 году статус получил Ракиура.

## Список национальных парков
| Название                                           | Регион               | Площадь, км² | Год основания | Изображение | Карта                                                              |
| -------------------------------------------------- | -------------------- | ------------ | ------------- | ----------- | ------------------------------------------------------------------ |
| Абель-Тасман англ. Abel Tasman National Park       | Тасман               | 225,41       | 1942          |             |                                                                    |
| Артурс-Пасс англ. Arthur's Pass National Park      | Кентербери/Уэст-Кост | 1143,57      | 1929          |             | Список национальных парков Новой Зеландии (Новая Зеландия) · Точка |
| Кахуранги англ. Kahurangi National Park            | Уэст-Кост/Тасман     | 4520         | 1996          |             | Список национальных парков Новой Зеландии (Новая Зеландия) · Точка |
| Маунт-Аспайринг англ. Mount Aspiring National Park | Отаго/Уэст-Кост      | 3555,31      | 1964          |             | Список национальных парков Новой Зеландии (Новая Зеландия) · Точка |
| Маунт-Кук англ. Aoraki/Mount Cook National Park    | Кентербери           | 707,28       | 1953          |             | Список национальных парков Новой Зеландии (Новая Зеландия) · Точка |
| Нельсон-Лейкс англ. Nelson Lakes National Park     | Тасман               | 1017,53      | 1956          |             | Список национальных парков Новой Зеландии (Новая Зеландия) · Точка |
| Папароа англ. Paparoa National Park                | Уэст-Кост            | 305,6        | 1987          |             | Список национальных парков Новой Зеландии (Новая Зеландия) · Точка |
| Ракиура англ. Rakiura National Park                | остров Стьюарт       | 1683         | 2002          |             | Список национальных парков Новой Зеландии (Новая Зеландия) · Точка |
| Уревера англ. Te Urewera National Park             | Хокс-Бей             | 2126,75      | 1954—2014     |             | Список национальных парков Новой Зеландии (Новая Зеландия) · Точка |
| Тонгариро англ. Tongariro National Park            | Манавату-Уангануи    | 795,98       | 1887          |             | Список национальных парков Новой Зеландии (Новая Зеландия) · Точка |
| Уэстленд англ. Westland Tai Poutini National Park  | Уэст-Кост            | 1175,47      | 1960          |             | Список национальных парков Новой Зеландии (Новая Зеландия) · Точка |
| Фангануи англ. Whanganui National Park             | Манавату-Уангануи    | 742,31       | 1986          |             | Список национальных парков Новой Зеландии (Новая Зеландия) · Точка |
| Фьордленд англ. Fiordland National Park            | Саутленд             | 12519,24     | 1952          |             | Список национальных парков Новой Зеландии (Новая Зеландия) · Точка |
| Эгмонт англ. Egmont National Park                  | Таранаки             | 335,43       | 1900          |             | Список национальных парков Новой Зеландии (Новая Зеландия) · Точка |